# Campeonato Asiático de Atletismo de 2011 - 800 m feminino
A prova dos 800 metros feminino do Campeonato Asiático de Atletismo de 2011 foi disputada no dia 10 de julho de 2011 no Kobe Universiade Memorial Stadium em Kobe,  no Japão.

## Recordes
Antes desta competição, os recordes mundiais e do campeonato nesta prova eram os seguintes:
|                       | Nome                  | Nacionalidade   | Tempo     | Local   | Data                  |
| --------------------- | --------------------- | --------------- | --------- | ------- | --------------------- |
| Recorde mundial       | Jarmila Kratochvílová | Tchecoslováquia | 1m 53s 28 | Munique | 26 de julho de 1983   |
| Recorde do campeonato | Zhang Jian            | China           | 2m 01s 16 | Fukuoka | 21 de julho de 1998   |
| Recorde asiático      | Liu Dong              | China           | 1m 55s 54 | Pequim  | 9 de setembro de 1993 |

## Medalhistas
| Ouro                    | Prata                  | Bronze           |
| Truong Thanh Hang (VIE) | Margarita Matsko (KAZ) | Tintu Luka (IND) |

## Cronograma
Todos os horários são locais (UTC+9).
| Data        | Hora  | Evento |
| ----------- | ----- | ------ |
| 10 de julho | 15:05 | Final  |

## Final
A final da prova ocorreu dia 10 de julho às 15:05.
| Posição           | Atleta               | Nacionalidade | Tempo   | Notas |
| ----------------- | -------------------- | ------------- | ------- | ----- |
| Medalha de ouro   | Truong Thanh Hang    | Vietname      | 2:01.41 |       |
| Medalha de prata  | Margarita Matsko     | Cazaquistão   | 2:02.46 |       |
| Medalha de bronze | Tintu Luka           | Índia         | 2:02.55 |       |
| 4                 | Ruriko Kubo          | Japão         | 2:03.34 |       |
| 5                 | Genzeb Shumi Regasa  | Bahrein       | 2:03.39 |       |
| 6                 | Viktoriya Yalovtseva | Cazaquistão   | 2:04.66 |       |
| 7                 | Anna Sidorova        | Uzbequistão   | 2:04.75 |       |
| 8                 | Akari Kishikawa      | Japão         | 2:04.87 |       |
| 9                 | Inam Al-Sudani       | Iraque        | DNF     |       |

Legenda
| Recorde mundial       | Recorde mundial (World record)               |                       | Recorde africano                      | Recorde africano (African) |                                           | Q | Classificado por posição (Qualified) |
| Recorde do campeonato | Recorde do campeonato (Championship record)  | Recorde da América    | Recorde da América (Americas)         | q                          | Classificado por melhor tempo (Qualified) |   |                                      |
| Melhor marca do ano   | Melhor marca do ano (World leading)          | Recorde asiático      | Recorde asiático (Asian)              | DNS                        | Não largou (Did not start)                |   |                                      |
| Recorde nacional      | Recorde nacional (National record)           | Recorde europeu       | Recorde europeu (European)            | DNF                        | Não terminou (Did not finish)             |   |                                      |
| Recorde pessoal       | Recorde pessoal do atleta (Personal best)    | Recorde da Oceania    | Recorde da Oceania (Oceania)          | DSQ / DQ                   | Desclassificado (Disqualified)            |   |                                      |
| Recorde da temporada  | Recorde da temporada do atleta (Season best) | Recorde sul-americano | Recorde sul-americano (South America) | NM                         | Sem marca (No mark)                       |   |                                      |